# 檀特州
檀特州，唐朝的羁縻州。
龙朔二年（662年）置，治所在半制城（今阿富汗喀布尔东北）。辖境相当今阿富汗喀布尔东北部兴都库什山脉山麓。属修鲜都督府。公元8世纪中叶废。 